# Ruth Lichterman Teitelbaum
Ruth Lichterman Teitelbaum (1924 - 1986, Dallas, Estats Units) va ser una de les sis programadores originals de la màquina ENIAC.

## Biografia
Ruth Lichterman va néixer l'any 1924. Va cursar els seus estudis al Hunter Collage, i es va graduar amb llicenciatura de matemàtiques. Va ser contractada per l'escola d'enginyeria de la Universitat de Pensilvània per calcular trajectòries balístiques. A causa de la Segona Guerra Mundial, un grup de 80 dones es van reunir i van treballar manualment calculant aquest tipus de trajectories. Aquestes dones eren anomenades "ordinadors". Al 1945, l'exèrcit dels Estats Units va decidir fer un projecte experimental: el primer ordinador digital i sis d'aquestes dones van ser seleccionades per ser les primeres programadores, entre elles hi havia la Ruth. Va ser seleccionada com una de les primeres programadores per a la màquina ENIAC juntament amb Betty Snyder Holberton, Jean Jennings Bartik, Kathleen McNulty Mauchly Antonelli, Ruth Lichterman Teitelbaum i Frances Bilas Spence.
L'any 1997 el seu nom i el de les seves cinc companyes, va ser inclòs en el Women in Technology International Hall of Fame, juntament amb pel seu treball en la programació oficinal de l'ENIAC.
Ruth Lichterman Taitelbaum va morir a Dallas el 1986.